# Gospelsångarna Kjell och Rolf (album av Samuelsons)
Gospelsångarna Kjell och Rolf utkom 1965 och är en singel av Gospelsångarna Kjell & Rolf på skivbolaget Hemmets Härold.

## Låtlista
1. Gospelsångarna Kjell och Rolf
2. Trygg är du då
3. Tag en liten stund och sjung
4. Livets krona
5. Är jag i himlen